# فتشارک
فتشارک (انگلیسی: Fatshark) شرکت بازی‌های ویدئویی سوئدی است، که در سال ۲۰۰۸ تأسیس شد.